# Casa Climent (Castelló d'Empúries)
Casa Climent és un habitatge del municipi de Castelló d'Empúries (Alt Empordà) inclòs en l'Inventari del Patrimoni Arquitectònic de Catalunya.

## Descripció
Situada dins del nucli emmurallat de Castelló, al barri del puig Salner, la casa Climent és veïna de la casa Ametlla.

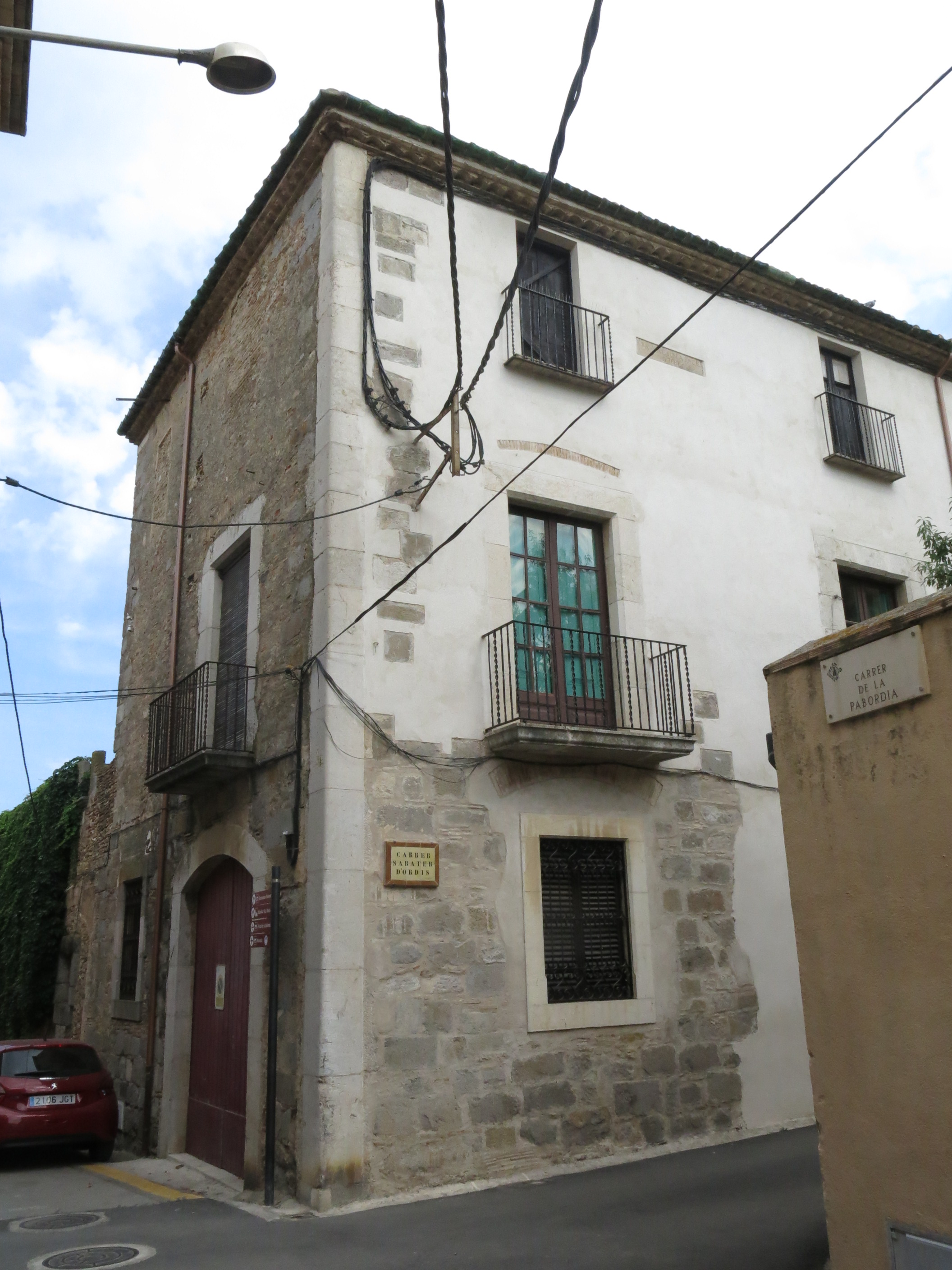
Angle dels carrers Capellans i Portal de la Gallarda

Edifici de planta rectangular format per quatre crugies perpendiculars a la façana. Consta de planta baixa, primera planta i golfes. El vestíbul de la planta baixa està cobert amb voltes d'aresta de maó pla, sustentades per pilars de pedra. L'escala d'accés als pisos superiors queda emmarcada dins d'un pati central descobert. En el primer pis destaquen unes sales amb sostres enguixats, alguns també coberts amb volta d'aresta, i de llençol. Un d'ells conserva unes bigues de fusta completament decorades. Determinades parets de les sales estan pintades amb columnes i frontons neoclàssics. Les obertures de la façana són rectangulars amb balcons emmarcats en pedra vista en el primer pis i d'obertura rectangular en el segon. El portal d'accés és rectangular, amb els brancals de pedra i amb llinda plana motllurada (completament tapada pels passamans que sustenten un dels balcons de la primera planta). Hi ha un altre petit portal d'arc de mig punt de maó, amb els brancals de pedra vista. La resta d'obertures són també emmarcades amb pedra picada. Amb posterioritat a la construcció original, a la part que dona al jardí, s'hi ha afegit un porxo i dues sales cobertes amb volta d'aresta.

## Història
Al segle xviii, la família Climent, originària de la Selva de Mar, es va traslladar a Castelló, ubicant la seva residència en el carrer dels Capellans, on continuen residint els seus descendents.
Al segle xix, Enric Climent i Vidal va actuar en política on obtindre càrrecs d'importància com a diputat a les Corts, senador i Governador Civil de Girona. Ricard Climent i Niubó, fill de l'esmentat polític, va ésser notari de Castelló durant molts anys. La seva filla i heretera Lluïsa de Climent i de Contreres va casar-se amb el seu cosí Ignasi Fages de Climent, fill de la molt distingida família Fages de Figueres i foren els pares del notabilíssim poeta i escriptor, considerat com el Poeta de l'Empordà, Carles Fages de Climent (1902-1968). Actualment existeix una placa a la façana que ho recorda. En l'actualitat la casa és propietat encara de la Família Fages de Climent, i la seva descendència.